# 鰂魚涌市政大廈

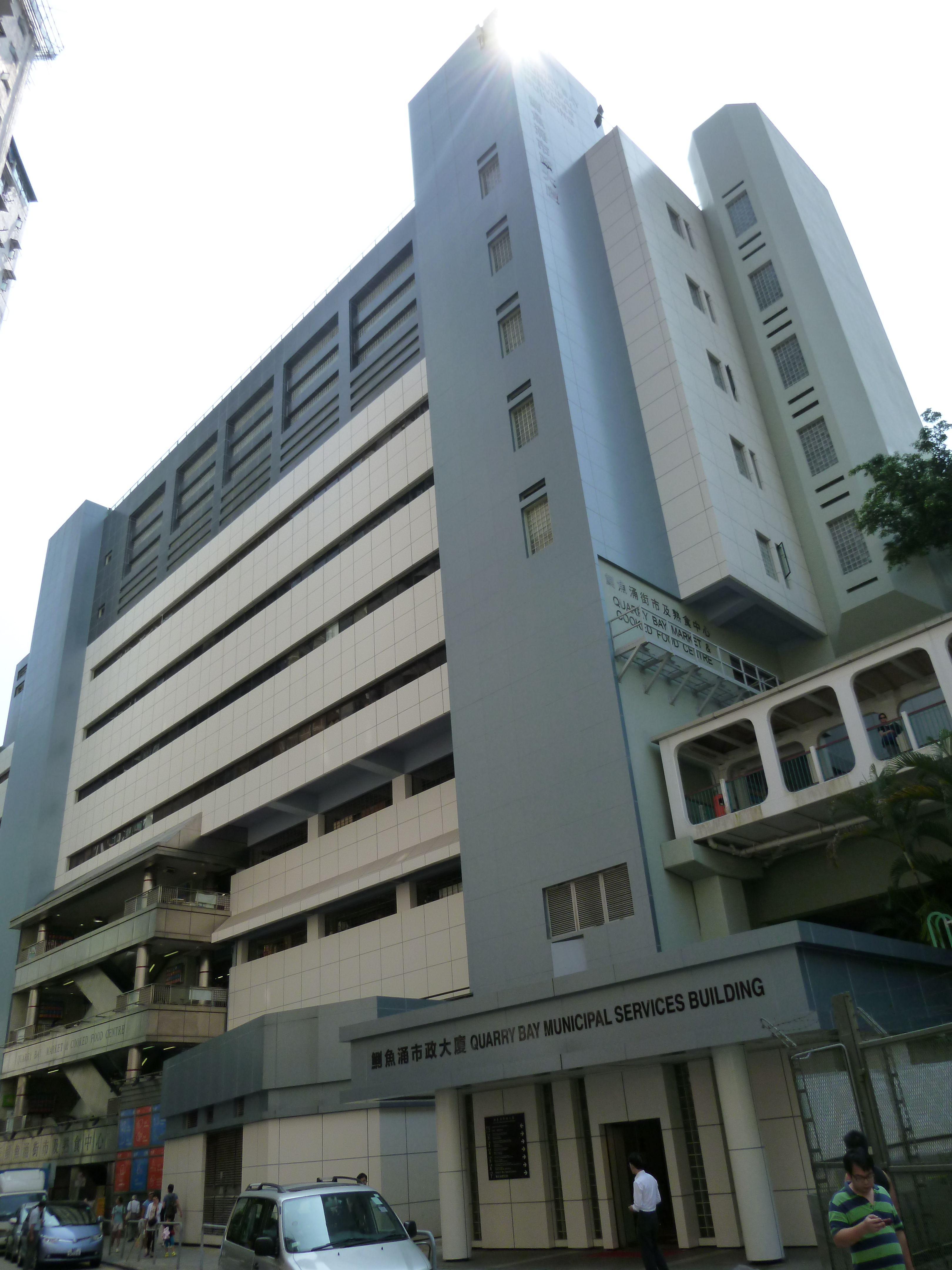
鰂魚涌市政大廈

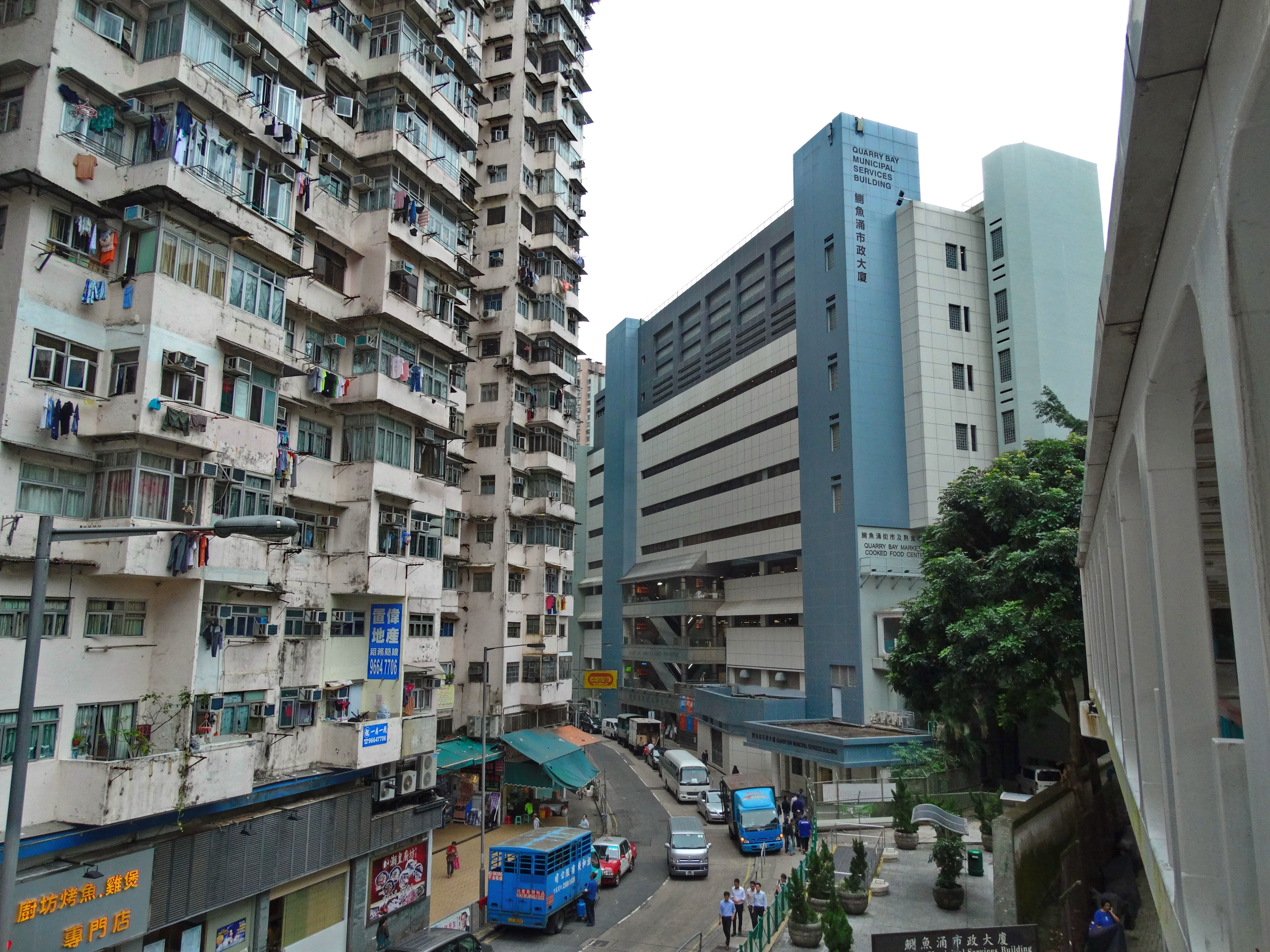
市政大廈位於海山樓附近

鰂魚涌市政大廈（英語：Quarry Bay Municipal Services Building），由香港政府建築署設計，是香港東區鰂魚涌鰂魚涌街38號的多用途的市政大樓，於1988年11月啟用，大廈內設有街市、公共圖書館、政府辦公室及體育館等設施。

## 設施
- 鰂魚涌街市
- 鰂魚涌體育館
- 鰂魚涌公共圖書館

## 圖片集

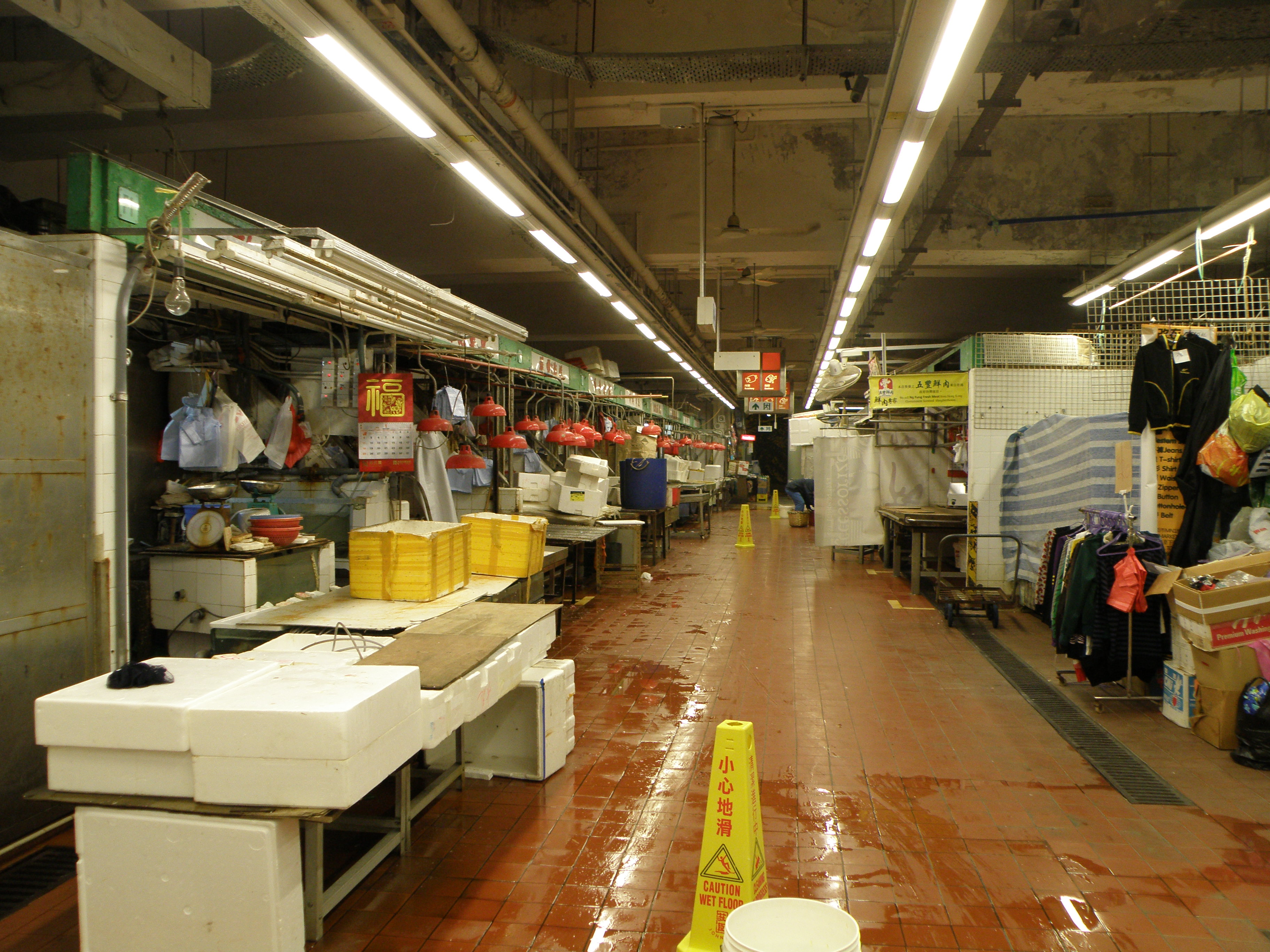
鰂魚涌街市
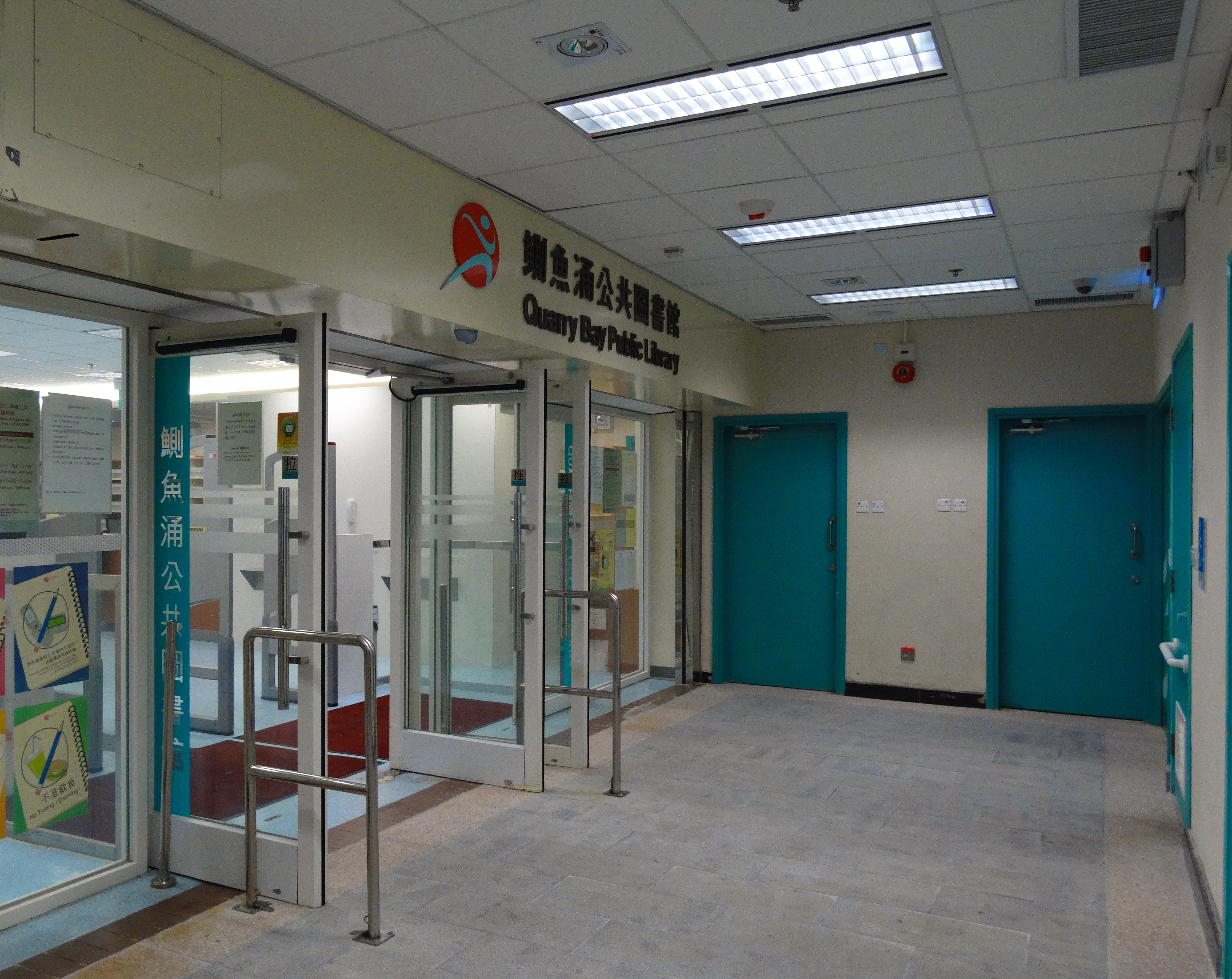
鰂魚涌公共圖書館